# باتريك أجييمانغ
باتريك أجييمانغ (بالإنجليزية: Patrick Agyemang)‏ (29 سبتمبر 1980 في المملكة المتحدة - ) هو لاعب كرة قدم غاني في مركز الهجوم. شارك مع منتخب غانا لكرة القدم. أما مع النوادي، فقد لعب مع بريستون نورث إيند وستيفيناغ بوروه وكوينز بارك رينجرز وميلتون كينز دونز ونادي بريستول سيتي ونادي برينتفورد ونادي بورتسموث ونادي غيلينغهام ونادي ميلوول ونادي ويمبلدون وداغنهام وريدبريدج.

## وصلات خارجية
- باتريك أجييمانغ على موقع قاعدة بيانات كرة القدم.إي يو (الإنجليزية)
- باتريك أجييمانغ على موقع ناشيونال فوتبول تيمز (الإنجليزية)
- باتريك أجييمانغ على موقع Soccerbase.com (لاعب) (الإنجليزية)
- باتريك أجييمانغ على موقع عالم كرة القدم.نت (الإنجليزية)